# منتخب فلسطين لكرة الصالات
منتخب فلسطين لكرة القدم هو المنتخب الوطني لفلسطين، ويمثل فلسطين في مسابقات كرة الصالات الدولية، ويديره اتحاد فلسطين لكرة القدم. لم يسبق له التأهل إلى كأس العالم لكرة القدم داخل الصالات.
تأهل منتخب فلسطين إلى بطولة آسيا لكرة الصالات 2001 و2003 و2005 وبلغ الدور ربع النهائي في المشاركة الأولى.